# Quisquicia scitula
Quisquicia scitula är en mångfotingart som beskrevs av Loomis 1936. Quisquicia scitula ingår i släktet Quisquicia och familjen Chelodesmidae. Inga underarter finns listade i Catalogue of Life.